# Гонсалвеш, Педру
Педру Антониу Перейра Гонсалвеш (порт. Pedro António Pereira Gonçalves; родился 28 июня 1998 года в Шавише, Португалия) — португальский футболист, вингер лиссабонского «Спортинга» и сборной Португалии. Участник чемпионата Европы 2020 года.

## Клубная карьера
Гонсалвеш — воспитанник клубов «Шавиш», «Брага», испанской «Валенсии» и английского «Вулверхэмптон Уондерерс». 28 августа 2018 года в матче Кубка английской лиги против «Шеффилд Уэнсдей» он дебютировал за основной состав последних. Летом 2019 года Гонсалвеш для получения игровой практики вернулся на родину, став игроком клуба «Фамаликан». 10 августа в матче против «Санта-Клара» он дебютировал в Сангриш лиге. 14 сентября в поединке против «Пасуш де Феррейра» Педру забил свой первый гол за «Фамаликан».
Летом 2020 года Гонсалвеш перешёл в лиссабонский «Спортинг». 4 октября в матче против «Портимоненсе» он дебютировал за новый клуб. 24 октября в поединке против «Санта-Клара» Педру сделал «дубль», забив свои первые голы за «Спортинг». 19 мая 2021 года в матче против Маритиму он сделал хет-трик. По итогам сезона Педру помог клубу выиграть чемпионат и стал его лучшим бомбардиром.
В розыгрыше Лиги чемпионов 2021/2022 в матчах против турецкого «Бешикташа» и дортмундской «Боруссии» Гонсалвеш забил четыре мяча. В 2022 году он помог клубу завоевать Кубок португальской лиги и Суперкубка Португалии.

## Международная карьера
4 июня 2021 года в товарищеском матче против сборной Испании Гонсалвеш дебютировал за сборную Португалии. В том же году Педру принял участие в чемпионате Европы 2020. На турнире он был запасным и на поле не вышел.

## Достижения

### Командные достижения
«Спортинг»
- Чемпион Португалии (3): 2020/21, 2023/24, 2024/25
- Обладатель Кубка Португалии: 2024/25
- Обладатель Кубка португальской лиги (2): 2020/21, 2021/22
- Обладатель Суперкубка Португалии: 2021

Сборная Португалии
- Победитель Лиги наций УЕФА: 2024/25

### Личные достижения
- Лучшим бомбардир Примейра-лиги: 2020/21 (23 гола)